# Liste der Musikveröffentlichungen aus Suzumiya Haruhi no Yūutsu
Dies ist eine Liste der Musikveröffentlichungen die aus der Anime-Fernsehserie Die Melancholie der Haruhi Suzumiya (japanisch 涼宮ハルヒの憂鬱 Suzumiya Haruhi no Yūutsu) hervorgingen. Die Serie selbst ist eine Umsetzung der Light-Novel-Vorlage und des Franchises Suzumiya Haruhi no Yūutsu.
Bei Stücken die von den drei Seiyū Aya Hirano, Minori Chihara und Yūko Gotō gesungen wurden, fand sich häufig der Künstlername SOS-dan (SOS団) bzw. deren Rollennamen als Synonyme der drei Sängerinnen.

## Soundtrack-Singles
Aufbauend auf der Musik des Anime wurden vier Soundtrack-Singles veröffentlicht, die sich dem Intro, Extro und den Zwischenstücken der Serie und des Hörspiels widmeten. Gesungen wurden die Titel von Seiyū des Animes.

### Bōken Desho Desho?
Lantis, 26. April 2006, Aya Hirano
Chartplatzierung: #10, 28 Wochen
Die auf dem Vorspann aufbauende Single Bōken Desho Desho? (冒険でしょでしょ?, dt. etwa „Es ist ein Abenteuer, richtig? Richtig?“) bestand aus den beiden Titeln Bōken Desho Desho? und Kaze Yomi Ribbon (dt. „Windlesende Schleife“). Sie wurden von Aya Hirano interpretiert und in einer zusätzlichen Karaoke-Version auf die CD gepresst. Komponiert wurden die Stücke von Akiko Tomita. Der Liedtext stammte aus der Feder von Aki Hata. Das Arrangement übernahm Takahiro Endo.
Auf amazon.co.jp erreichte die Single beim Verkaufsstart den 10. Platz der meistgekauften CDs und war damit neben Eureka 7 Complete Best OST und Stadium Arcadium der Red Hot Chili Peppers die dritte CD zu einem Anime, die sich unter den Top 10 befand. In den wöchentlichen Charts von Oricon erreichte die CD mit Platz 10 ihre Spitzenplatzierung. Mit 63.371 verkauften Exemplaren befand sie sich 28 Wochen lang in den Charts und erreichte damit Platz 141 in den Jahrescharts.
Bei der Animelo Summer Live 2007 Generation-A, dem größten jährlichen Anime-Musik-Konzert im Nippon Budōkan, trat unter anderen Aya Hirano als Special Guest mit dem Titel Bōken Desho Desho? auf.
| Nr. | Name                             | Originalname                  | Länge |
| --- | -------------------------------- | ----------------------------- | ----- |
| 1.  | „Bōken Desho Desho?“             | 冒険でしょでしょ?             | 4:18  |
| 2.  | „Kaze Yomi Ribbon“               | 風読みリボン                  | 3:47  |
| 3.  | „Bōken Desho Desho?“ (off vocal) | 冒険でしょでしょ? (off vocal) | 4:18  |
| 4.  | „Kaze Yomi Ribbon“ (off vocal)   | 風読みリボン (off vocal)      | 3:47  |

1. ↑  off vocal bezeichnet Instrumentalfassungen.

### Hare Hare Yukai
Lantis, 10. Mai 2006, Haruhi Suzumiya, Yuki Nagato, Mikuru Asahina (Aya Hirano, Minori Chihara, Yūko Gotō)
Chartplatzierung: #5, 90 Wochen
siehe Hare Hare Yukai
Die Single Hare Hare Yukai (ハレ晴レユカイ, dt. etwa „Sonnige, Sonnige Fröhlichkeit“) baute auf dem Abspann der Serie auf. Der gleichnamige Titel der CD wurde von Aya Hirano, Minori Chihara und Yūko Gotō als Seiyū unter dem Namen ihrer Rollen Haruhi Suzumiya, Yuki Nagato und Mikuru Asahina gesungen. Als zweiter Titel der CD wurde „Welcome UNKNOWN“ mit in die Single übernommen. Wie bei der ersten Veröffentlichung lagen beide Titel in normaler Fassung und einer Karaoke-Version vor.
Aufgrund stark unterschätzter Käufe von Fans der Serie, war diese bei vielen Online-Anbietern sofort ausverkauft. Auf amazon.co.jp war sie die meistgekaufte Single, bis sie auch dort ausverkauft war und Wartezeiten von vier bis sechs Wochen angegeben wurden. Aber auch die Geschäfte der Akihabara hatten mit der Nachfrage zu kämpfen. So war auch dort die CD bereits am ersten Tag vollständig vergriffen. Dieses Bild wiederholte sich am nächsten Tag, als einige der Händler Nachschub erhalten hatten.
In den Charts von Oricon erreichte die CD den 5. Platz und war an ihrem Erstverkaufstag auf Platz 18. Mit mehr als 123.000 verkauften Exemplaren befand sich die CD auch noch nach mehr als 90 Wochen in den Charts und erreichte in der Jahresendwertung 2008 den 104. Platz. Sie erreichte im Juli 2006 den Goldstatus der RIAJ.
Hare Hare Yukai gewann den Radio Kansai Award 2006, ein Preis der Animation Kobe Awards.
Die im Abspann des Anime Die Melancholie der Haruhi Suzumiya gezeigte Animation zu dem Titel „Hare Hare Yukai“ wurde ein Internet-Phänomen. So existieren zahlreiche Parodien und von Fans erstellte Videos, die sich auf die Musik und/oder die Choreografie beziehen.
| Nr. | Name                          | Originalname                  | Länge |
| --- | ----------------------------- | ----------------------------- | ----- |
| 1.  | „Hare Hare Yukai“             | ハレ晴レユカイ                | 3:37  |
| 2.  | „Welcome UNKNOWN“             | うぇるかむUNKNOWN             | 3:23  |
| 3.  | „Hare Hare Yukai“ (off vocal) | ハレ晴レユカイ (off vocal)    | 3:37  |
| 4.  | „Welcome UNKNOWN“ (off vocal) | うぇるかむUNKNOWN (off vocal) | 3:23  |

### Suzumiya Haruhi no Tsumeawase
Lantis, 21. Juni 2006, Haruhi Suzumiya, Mikuru Asahina (Aya Hirano, Yūko Gotō)
Chartplatzierung: #5, 118 Wochen
→ Hauptartikel: Suzumiya Haruhi no Tsumeawase
Die Single Suzumiya Haruhi no Tsumeawase erreichte in den wöchentlichen Singlecharts von Oricon den fünften Platz. Sie ist die erfolgreichste Single-Auskopplung aus dem Franchise Suzumiya Haruhi no Yūutsu. Seit der Veröffentlichung wurde die CD mehr als 136.000 mal verkauft und befand sich mehr als 100 Wochen in den Charts. Sie war damit die sich am längsten in den Charts haltende Seiyū-Single.
| Nr. | Name                     | Originalname   | Länge |
| --- | ------------------------ | -------------- | ----- |
| 1.  | „God knows…“             | God knows…     | 4:39  |
| 2.  | „Lost my music“          | Lost my music  | 4:17  |
| 3.  | „Koi no Mikuru Densetsu“ | 恋のミクル伝説 | 3:21  |

### Saikyō Pare Parade
Lantis, 22. November 2006, SOS-dan (Aya Hirano, Minori Chihara, Yūko Gotō)
Chartplatzierung: #9, 10 Wochen
Saikyō Pare Parade (最強パレパレード) ist die zweite Single der drei Seiyū Aya Hirano, Minori Chihara und Yūko Gotō. Die beiden Titel der Single „Saikyō Pare Parade“ und „Unmeiteki Jiken no Kōfuku“ wurden ursprünglich in den Hörspielen als Vor- und Abspann verwendet.
| Nr. | Name                                    | Originalname                 | Länge |
| --- | --------------------------------------- | ---------------------------- | ----- |
| 1.  | „Saikyō Pare Parade“                    | 最強パレパレード             | 4:20  |
| 2.  | „Unmeiteki Jiken no Kōfuku“             | 運命的事件の幸福             | 4:33  |
| 3.  | „Saikyō Pare Parade“ (off vocal)        | 最強パレパレード (off vocal) | 4:20  |
| 4.  | „Unmeiteki Jiken no Kōfuku“ (off vocal) | 運命的事件の幸福 (off vocal) | 4:33  |

## Hintergrundmusik- und Radioprogramm-Alben
Diese acht Alben umfassende und Kadokawa Entertainment herausgegebene CD-Reihe verband Stücke der Hintergrundmusik des Animes mit einzelnen Folgen aus der Radiosendung. Sie beinhalteten jeweils etwa 13 Tracks, wovon die letzten sechs jeweils dem Radio-Hörspiel entnommen waren. In Teilen der Hintergrundmusik sagen einige der Seiyū des Anime, während die meisten Musikstücke vom Komponisten Satoru Kōsaki komponiert und arrangiert wurden.

### SOS-dan Radio Shibu Digest 01
Kadokawa Entertainment, 23. Juli 2006, SOS-dan (Aya Hirano, Minori Chihara, Yūko Gotō), Satoru Kōsaki
Das erste Album aus dieser Reihe Soundtrack & Radio Bangumi “Suzumiya Haruhi no Yūutsu SOS-dan Radio Shibu Digest 01” (サウンドトラック＆ラジオ番組「涼宮ハルヒの憂鬱SOS団ラジオ支部ダイヅエスト01」) enthielt zehn Musikstücke und sechs kürzere Hörspiele der Seiyū. Der ersten Folge „Die Abenteuer der Mikuru Asahina“ des Animes zugehörig, wurde diese CD zusammen mit der Veröffentlichung der ersten DVD-Folge veröffentlicht. Der erste Titel wurde von Yūko Gotō gesungen. Den dritten Titel „Yuki Tōjō!“ interpretierte der Zusammenschluss SOS-dan.
| Nr. | Name                                                | Originalname                              |
| --- | --------------------------------------------------- | ----------------------------------------- |
| 1.  | „Koi no Mikuru Densetsu“ (TV Size)                  | 恋のみくる伝説 (TV Size)                  |
| 2.  | „Nodoka na Shōtengai“                               | のどかな商店街                            |
| 3.  | „Yuki Tōjō!“                                        | ユキ登場!                                 |
| 4.  | „Mikuru Henshin! Soshite Sentō!“                    | ミクル変身！そして戦闘!                   |
| 5.  | „Pinchippoi!“                                       | ピンチっぽい!                             |
| 6.  | „Eye Catch“                                         | アイキャッチ                              |
| 7.  | „Mikuru to Itsuki no Honobono Dōsei“                | ミクルとイツキのほのぼの同棲              |
| 8.  | „Yuki to Mikuru no Shinrisen“                       | ユキとミクルの心理戦                      |
| 9.  | „Daidanen“                                          | 大団円                                    |
| 10. | „End Roll“                                          | エンドロール                              |
| 11. | „Shokai Opening – Subete wa Koko kara wa Hajimatta“ | 初回オープニング～全てはここから始まった~ |
| 12. | „Burari Fushigi Tankentai – Gakkō de Dōbutsu o kau“ | ぶらり不思議探検隊～学校で動物を飼う~     |
| 13. | „Yuki ni Kike! – Tapioca“                           | 有希に聞け!~タピオカ~                     |
| 14. | „Freetalk – Uchūshoku“                              | フリートーク～宇宙食~                     |
| 15. | „Minority Report – Okazu“                           | マイノリティーレポート～おかず~           |
| 16. | „Hanseikai – Gakkō de Katteta Pet de Maketa“        | 反省会～学校で飼ってたペットで負けた~     |

### SOS-dan Radio Shibu Digest 02
Kadokawa Entertainment, 28. Juli 2006, SOS-dan (Aya Hirano, Minori Chihara, Yūko Gotō), Satoru Kousaki
Diese CD Soundtrack & Radio Bangumi “Suzumiya Haruhi no Yūutsu SOS-dan Radio Shibu Digest 02” (サウンドトラック＆ラジオ番組「涼宮ハルヒの憂鬱SOS団ラジオ支部ダイヅエスト02」) war der DVD der zweiten und dritten Folge beigelegt und fasste 12 Tracks.
| Nr. | Name                                                        | Originalname                                  |
| --- | ----------------------------------------------------------- | --------------------------------------------- |
| 1.  | „Itsumo no Fūkei“                                           | いつもの風景                                  |
| 2.  | „Nanika ga okashii“                                         | 何かがおかしい                                |
| 3.  | „Oi oi“                                                     | おいおい                                      |
| 4.  | „Yūutsu no Yūutsu“                                          | 憂鬱の憂鬱                                    |
| 5.  | „The Mysterious“                                            | ザ・ミステリアス                              |
| 6.  | „Bōken Desho Desho? Yokoku Arrange“                         | 冒険でしょでしょ？予告アレンジ                |
| 7.  | „Taikutsu Shinogi Meisakusen – Opening“                     | 退屈しのぎ名作選～オープニング                |
| 8.  | „Burari Fushigi Tankentai: Meisakusen“                      | ぶらり不思議探索隊·名作選                     |
| 9.  | „Asahina Mikuru no Iwayuru Hitotsu no Moe Yōso: Meisakusen“ | 朝比奈みくるのいわゆるひとつの萌え要素·名作選 |
| 10. | „Yuki ni Kike!: Meisakusen“                                 | 有希に聞け!·名作選                            |
| 11. | „Haruhi-teki Minority Report: Meisakusen“                   | ハルヒ的マイノリティレポート·名作選           |
| 12. | „Ushiromuki Ichinin Hanseikai!: Meisakusen“                 | 後ろ向き一人反省会!·名作選                    |

### SOS-dan Radio Shibu Digest 03
Kadokawa Entertainment, 25. August 2006, SOS-dan (Aya Hirano, Minori Chihara, Yūko Gotō), Satoru Kousaki
Diese CD Soundtrack & Radio Bangumi “Suzumiya Haruhi no Yūutsu SOS-dan Radio Shibu Digest 03” (サウンドトラック＆ラジオ番組「涼宮ハルヒの憂鬱SOS団ラジオ支部ダイヅエスト03」) war der dritten DVD (limitierte Auflage) beigelegt und fasste 13 Tracks.

### SOS-dan Radio Shibu Digest 04
Kadokawa Entertainment, 22. September 2006, SOS-dan (Aya Hirano, Minori Chihara, Yūko Gotō), Satoru Kousaki
Diese CD Soundtrack & Radio Bangumi “Suzumiya Haruhi no Yūutsu SOS-dan Radio Shibu Digest 04” (サウンドトラック＆ラジオ番組「涼宮ハルヒの憂鬱SOS団ラジオ支部ダイヅエスト04」) war der vierten DVD (limitierte Auflage) beigelegt und fasste 12 Tracks.

### SOS-dan Radio Shibu Digest 05
Kadokawa Entertainment, 27. Oktober 2006, SOS-dan (Aya Hirano, Minori Chihara, Yūko Gotō), Satoru Kousaki
Diese CD Soundtrack & Radio Bangumi “Suzumiya Haruhi no Yūutsu SOS-dan Radio Shibu Digest 05” (サウンドトラック＆ラジオ番組「涼宮ハルヒの憂鬱SOS団ラジオ支部ダイヅエスト05」) war der fünften DVD (limitierte Auflage) beigelegt und fasste 13 Tracks.

### SOS-dan Radio Shibu Digest 06
Kadokawa Entertainment, 22. November 2006, SOS-dan (Aya Hirano, Minori Chihara, Yūko Gotō), Satoru Kousaki
Diese CD Soundtrack & Radio Bangumi “Suzumiya Haruhi no Yūutsu SOS-dan Radio Shibu Digest 06” (サウンドトラック＆ラジオ番組「涼宮ハルヒの憂鬱SOS団ラジオ支部ダイヅエスト06」) war der sechsten DVD (limitierte Auflage) beigelegt und fasste 13 Tracks.

### SOS-dan Radio Shibu Digest 07
Kadokawa Entertainment, 22. Dezember 2006, SOS-dan (Aya Hirano, Minori Chihara, Yūko Gotō), Satoru Kousaki
Diese CD Soundtrack & Radio Bangumi “Suzumiya Haruhi no Yūutsu SOS-dan Radio Shibu Digest 07” (サウンドトラック＆ラジオ番組「涼宮ハルヒの憂鬱SOS団ラジオ支部ダイヅエスト07」) war der siebenten DVD (limitierte Auflage) beigelegt und fasste 13 Tracks.

### SOS-dan Radio Shibu Digest 08
Kadokawa Entertainment, 26. Januar 2007, SOS-dan (Aya Hirano, Minori Chihara, Yūko Gotō), Satoru Kousaki
Diese CD Soundtrack & Radio Bangumi “Suzumiya Haruhi no Yūutsu SOS-dan Radio Shibu Digest 08” (サウンドトラック＆ラジオ番組「涼宮ハルヒの憂鬱SOS団ラジオ支部ダイヅエスト08」) war der achten DVD (limitierte Auflage) beigelegt und fasste 13 Tracks.

## Radio-Hörspiele

### Bangai-hen CD Vol. 1
Lantis, 5. Juli 2006, Haruhi Suzumiya, Yuki Nagato, Mikuru Asahina (Aya Hirano, Minori Chihara, Yūko Gotō)
Chartplatzierung: #19, 4 Wochen

### Bangai-hen CD Vol. 2
Lantis, 21. September 2006, Haruhi Suzumiya, Yuki Nagato, Mikuru Asahina (Aya Hirano, Minori Chihara, Yūko Gotō)
Chartplatzierung: #27, 4 Wochen

### Bangai-hen CD Vol. 3
Lantis, 21. Dezember 2006, Haruhi Suzumiya, Yuki Nagato, Mikuru Asahina (Aya Hirano, Minori Chihara, Yūko Gotō)
Chartplatzierung: #70, 3 Wochen

## Character Singles
Die Character Singles sind eine durchnummerierte Reihe von CDs, die jeweils einem der wichtigeren Charaktere aus der Anime-Fernsehserie Die Melancholie der Haruhi Suzumiya gewidmet ist. Bestandteil jeder dieser CDs war der bekannt gewordene Titel Hare Hare Yukai, der vom zugehörigen Seiyū unter seinem Rollennamen interpretiert wurde. Die Texte wurden mit Ausnahme der Singles der drei weiblichen Hauptcharaktere Haruhi Suzumiya (Aya Hirano), Yuki Nagato (Minori Chihara) und Mikuru Asahina (Yukō Gotō) entsprechend angepasst um den Eigenschaften der Figuren zu entsprechen. So wurden beispielsweise die für Tsuruya typische Phrase „nyoro“ eingebaut und im Text von Ryōko wichen die optimistischen Äußerungen hoffnungsloser und zerstörerischer Lyrik. Bei den letzten vier Veröffentlichungen wurde zusätzlich auch das Arrangement geändert. So ist die Single für Kyons kleine Schwester sehr rhythmisch, Emiris sehr nüchtern und faktenbasiert, Itsukis enthält Gespräche über außersinnliche Wahrnehmungen und Kyons reflektierte über sein durcheinander gebrachtes Leben. Aufgenommen wurden die Singles im Studio Magic Garden. Die Einlagen der CD-Hüllen wurden von OverDriveDesign gestaltet und zeigten jeweils den betreffenden Charakter in einer typischen Pose.
Haruhis Character Single als auch die gleichzeitig veröffentlichten zu Yuki und Mikuru waren mit je mehr als 50.000 verkauften Exemplaren die erfolgreichsten Character Singles von Anime-Figuren.

### Haruhi Suzumiya
Lantis, 5. Juli 2006, Haruhi Suzumiya (Aya Hirano)
Chartplatzierung: #11, 10 Wochen
Die erste Single Suzumiya Haruhi no Yūutsu Character Song Vol. 1 Haruhi Suzumiya (涼宮ハルヒの憂鬱　キャラクターソング Vol. 1 涼宮ハルヒ) widmete sich der Protagonistin Haruhi Suzumiya. Nach der Veröffentlichung in Japan wurde die CD in Nordamerika zusammen mit der dritten DVD der Special Edition veröffentlicht. Die drei Titel der Single lagen in einer normalen und einer Karaoke-Version vor.
| Nr. | Name                           | Originalname                     | Länge |
| --- | ------------------------------ | -------------------------------- | ----- |
| 1.  | „Parallel Days“                | パラレル Days                    | 4:19  |
| 2.  | „SOS Nara Daijōbu“             | SOS ならだいじょーぶ             | 3:46  |
| 3.  | „Hare Hare Yukai“              | ハレ晴レユカイ                   | 3:37  |
| 4.  | „Parallel Days“ (off vocal)    | パラレル Days (off vocal)        | 4:19  |
| 5.  | „SOS Nara Daijōbu“ (off vocal) | SOS ならだいじょーぶ (off vocal) | 3:46  |
| 6.  | „Hare Hare Yukai“ (off vocal)  | ハレ晴レユカイ (off vocal)       | 3:37  |

### Yuki Nagato
Lantis, 5. Juli 2006, Yuki Nagato (Minori Chihara)
Chartplatzierung: #13, 17 Wochen
Die Single Suzumiya Haruhi no Yūutsu Character Song Vol. 2 Yuki Nagato (涼宮ハルヒの憂鬱　キャラクターソング Vol. 2 長門有希) sprach Fans von Yuki Nagato an und wurde von Minori Chihara im Namen ihrer Rolle gesungen. Mit 17 Wochen war sie die am längsten in den Charts vertretene Character Single.
| Nr. | Name                                   | Originalname                    | Länge |
| --- | -------------------------------------- | ------------------------------- | ----- |
| 1.  | „Yuki, Muon, Madobe nite.“             | 雪、無音、窓辺にて.             | 4:30  |
| 2.  | „SELECT?“                              | SELECT?                         | 4:21  |
| 3.  | „Hare Hare Yukai“                      | ハレ晴レユカイ                  | 3:37  |
| 4.  | „Yuki, Muon, Madobe nite.“ (off vocal) | 雪、無音、窓辺にて. (off vocal) | 4:30  |
| 5.  | „SELECT?“ (off vocal)                  | SELECT? (off vocal)             | 4:21  |
| 6.  | „Hare Hare Yukai“ (off vocal)          | ハレ晴レユカイ (off vocal)      | 3:37  |

### Mikuru Asahina
Lantis, 5. Juli 2006, Mikuru Asahina (Yūko Gotō)
Chartplatzierung: #14, 8 Wochen
Suzumiya Haruhi no Yūutsu Character Song Vol. 3 Mikuru Asahina 涼宮ハルヒの憂鬱　キャラクターソング Vol. 3 朝比奈 みくる war die dritte Single die ebenfalls am 5. Juli 2006 veröffentlicht wurde.
| Nr. | Name                               | Originalname                    | Länge |
| --- | ---------------------------------- | ------------------------------- | ----- |
| 1.  | „Mitsukete Happy Life“             | 見つけて Happy Life             | 3:57  |
| 2.  | „Toki no Puzzle“                   | 時のパズル                      | 4:22  |
| 3.  | „Hare Hare Yukai“                  | ハレ晴レユカイ                  | 3:37  |
| 4.  | „Mitsukete Happy Life“ (off vocal) | 見つけて Happy Life (off vocal) | 3:57  |
| 5.  | „Toki no Puzzle“ (off vocal)       | 時のパズル (off vocal)          | 4:22  |
| 6.  | „Hare Hare Yukai“ (off vocal)      | ハレ晴レユカイ (off vocal)      | 3:37  |

### Tsuruya-san
Lantis, 6. Dezember 2006, Tsuruya-san (Yuki Matsuoka)
Chartplatzierung: #13, 9 Wochen
Nachdem die ersten drei Character Singles am 5. Juli 2006 erschienen folgte mit Suzumiya Haruhi no Yūutsu Character Song Vol. 4 Tsuruya-san 涼宮ハルヒの憂鬱　キャラクターソング Vol. 4 鶴屋さん eine weitere Single am 6. Dezember 2006.
| Nr. | Name                                 | Originalname                     | Länge |
| --- | ------------------------------------ | -------------------------------- | ----- |
| 1.  | „Seishun Ii ja nai ka“               | 青春いいじゃないかっ             | 4:09  |
| 2.  | „Megassa Kōkishin“                   | めがっさ好奇心                   | 5:14  |
| 3.  | „Hare Hare Yukai – Ver. Tsuruya-san“ | ハレ晴レユカイ~Ver.鶴屋さん~     | 3:37  |
| 4.  | „Seishun Ii ja nai ka“ (off vocal)   | 青春いいじゃないかっ (off vocal) | 4:09  |
| 5.  | „Megassa Kōkishin“ (off vocal)       | めがっさ好奇心 (off vocal)       | 5:14  |

### Ryōko Asakura
Lantis, 6. Dezember 2006, Ryōko Asakura (Natsuko Kuwatani)
Chartplatzierung: #16, 9 Wochen
Suzumiya Haruhi no Yūutsu Character Song Vol. 5 Ryoko Asakura  涼宮ハルヒの憂鬱　キャラクターソング Vol. 5 朝倉涼子 war die zweite Character Single die am 6. Dezember 2006 erschien.
| Nr. | Name                                   | Originalname                 | Länge |
| --- | -------------------------------------- | ---------------------------- | ----- |
| 1.  | „Koyubi de Gyu!“                       | 小指でぎゅっ!                | 4:39  |
| 2.  | „COOL EDITION“                         | COOL EDITION                 | 3:48  |
| 3.  | „Hare Hare Yukai – Ver. Asakura Ryōko“ | ハレ晴レユカイ~Ver.朝倉涼子~ | 3:37  |
| 4.  | „Koyubi de Gyu!“ (off vocal)           | 小指でぎゅっ! (off vocal)    | 4:39  |
| 5.  | „COOL EDITION“ (off vocal)             | COOL EDITION (off vocal)     | 3:48  |

### Kyons kleine Schwester (Kyon no Imōto)
Lantis, 24. Januar 2007, Kyon no Imōto (Sayaka Aoki)
Chartplatzierung: #10, 6 Wochen
Obwohl die Single Suzumiya Haruhi no Yūutsu Character Song Vol. 6 Kyon’s Sister (涼宮ハルヒの憂鬱　キャラクターソング Vol. 6 キョンの妹) mit Platz 10 die zweitbeste Chartplatzierung erreichte, verschwand sie bereits nach sechs Wochen aus diesen.
| Nr. | Name                                               | Originalname                               | Länge |
| --- | -------------------------------------------------- | ------------------------------------------ | ----- |
| 1.  | „Imōto Wasurecha Oshioki yo“                       | 妹わすれちゃおしおきよ                     | 3:37  |
| 2.  | „Hare Hare Yukai – Ver. Kyon no Imōto“             | ハレ晴レユカイ~Ver.キョンの妹~             | 3:42  |
| 3.  | „Imōto Wasurecha Oshioki yo“ (off vocal)           | 妹わすれちゃおしおきよ (off vocal)         | 3:37  |
| 4.  | „Hare Hare Yukai – Ver. Kyon no Imōto“ (off vocal) | ハレ晴レユカイ~Ver.キョンの妹~ (off vocal) | 3:42  |

### Emiri Kimidori
Lantis, 24. Januar 2007, Emiri Kimidori (Yuri Shiratori)
Chartplatzierung: #11, 5 Wochen
Die Single Suzumiya Haruhi no Yūutsu Character Song Vol. 7 Emiri Kimidori (涼宮ハルヒの憂鬱　キャラクターソング Vol. 7 喜緑江美里) zu der nur kurz im Anime auftretenden Emiri Kimidori befand sich mit fünf Wochen am kürzesten von allen Character Singles in den Charts, erreichte aber dennoch für eine Woche den 11. Platz.
| Nr. | Name                                                | Originalname                               | Länge |
| --- | --------------------------------------------------- | ------------------------------------------ | ----- |
| 1.  | „Fixed Mind“                                        | Fixed Mind                                 | 5:04  |
| 2.  | „Hare Hare Yukai – Ver. Kimidori Emiri“             | ハレ晴レユカイ~Ver.喜緑江美里~             | 4:50  |
| 3.  | „Fixed Mind“ (off vocal)                            | Fixed Mind (off vocal)                     | 5:04  |
| 4.  | „Hare Hare Yukai – Ver. Kimidori Emiri“ (off vocal) | ハレ晴レユカイ~Ver.喜緑江美里~ (off vocal) | 4:50  |

### Itsuki Koizumi
Lantis, 21. Februar 2007, Itsuki Koizumi (Daisuke Ono)
Chartplatzierung: #11, 10 Wochen
Die achte Single Suzumiya Haruhi no Yūutsu Character Song Vol. 8 Itsuki Koizumi (涼宮ハルヒの憂鬱　キャラクターソング Vol. 8 古泉一樹) erreichte wie ihr Vorgänger den 11. Platz der Charts von Oricon, konnte sich mit zehn Wochen doppelt so lang behaupten.
| Nr. | Name                                                | Originalname                             | Länge |
| --- | --------------------------------------------------- | ---------------------------------------- | ----- |
| 1.  | „Maggāre ↓ Spectacle“                               | まっがーれ↓スペクタクル                  | 3:51  |
| 2.  | „Hare Hare Yukai – Ver. Itsuki Koizumi“             | ハレ晴レユカイ~Ver.古泉一樹~             | 5:08  |
| 3.  | „Maggāre ↓ Spectacle“ (off vocal)                   | まっがーれ↓スペクタクル (off vocal)      | 3:51  |
| 4.  | „Hare Hare Yukai – Ver. Itsuki Koizumi“ (off vocal) | ハレ晴レユカイ~Ver.古泉一樹~ (off vocal) | 5:08  |

### Kyon
Lantis, 21. Februar 2007, Kyon (Tomokazu Sugita)
Chartplatzierung: #9, 12 Wochen
Die neunte und letzte Single dieser Reihe Suzumiya Haruhi no Yūutsu Character Song Vol. 9 Kyon (涼宮ハルヒの憂鬱　キャラクターソング Vol. 9 キョン) wurde von Tomokazu Sugita im Namen seiner Rolle gesungen, der im ersten Titel von Aya Hiranos leichten Hintergrundgesängen begleitet wurde. Obwohl es die letzte Single einer Serie von CDs war errang ausgerechnet die letzte CD des charismatischen Protagonisten Kyon mit dem 9. Platz die höchste Chartplatzierung, wo sie 12 Wochen lang zu finden war.
| Nr. | Name                                      | Originalname                           | Länge |
| --- | ----------------------------------------- | -------------------------------------- | ----- |
| 1.  | „Kentai Life Returns!“                    | 倦怠ライフ・リターンズ!                | 3:36  |
| 2.  | „Hare Hare Yukai – Ver. Kyon“             | ハレ晴レユカイ~Ver.キョン~             | 5:10  |
| 3.  | „Kentai Life Returns!“ (off vocal)        | 倦怠ライフ・リターンズ! (off vocal)    | 3:36  |
| 4.  | „Hare Hare Yukai – Ver. Kyon“ (off vocal) | ハレ晴レユカイ~Ver.キョン~ (off vocal) | 5:10  |